# خليج إيشيكاري
خليج إيشيكاري (باليابانية: 石狩湾) (بالإنجليزية: Ishikari Bay)، هي خليج ياباني تقع في غرب هوكايدو، ومتصلة ببحر الشرق، خليج إيشيكاري هي منطقة الواقعة شرق خط مستقيم من كيب شاكوتان في غرب شبه جزيرة شاكوتان إلى كيب أوفويو، طولها 30 مترًا (98 قدمًا) وأعلى ارتفاع 1255 مترًا (4117 قدمًا) عند جبل شاكوتان.